# Списък с филмите на „Уолт Дисни Студиос“ (1937 – 1959)
Това е списък с филмите, продуцирани и разпространени от американското филмово студио Уолт Дисни Студиос – едно от разпределенията на Уолт Дисни Къмпани и едно от големите пет филмови студия – през периода 1937 – 1959 г.

## 1930-те години
| Премиера            | Заглавие                                     | Студио                                                       | Бележки                                                                                       |
| ------------------- | -------------------------------------------- | ------------------------------------------------------------ | --------------------------------------------------------------------------------------------- |
| 19 май 1937 г.      | Academy Award Review of Walt Disney Cartoons | Walt Disney Productions; разпространен от RKO Radio Pictures | Антологичен филм; компилация на предишните късометражни филми                                 |
| 21 декември 1937 г. | Снежанка и седемте джуджета                  | Walt Disney Productions; разпространен от RKO Radio Pictures | Първият пълнометражен филм на Уолт Дисни Студиос Почетна награда на филмовата академия на САЩ |

## 1940-те години
| Премиера             | Заглавие                               | Студио                                                       |
| -------------------- | -------------------------------------- | ------------------------------------------------------------ |
| 7 февруари 1940 г.   | Пинокио                                | Walt Disney Productions; разпространен от RKO Radio Pictures |
| 13 ноември 1940 г.   | Фантазия                               | Walt Disney Productions; разпространен от RKO Radio Pictures |
| 20 юни 1941 г.       | Неохотният дракон                      | Walt Disney Productions; разпространен от RKO Radio Pictures |
| 23 октомври 1941 г.  | Дъмбо                                  | Walt Disney Productions; разпространен от RKO Radio Pictures |
| 13 август 1942 г.    | Бамби                                  | Walt Disney Productions; разпространен от RKO Radio Pictures |
| 6 февруари 1943 г.   | Привет, приятели!                      | Walt Disney Productions; разпространен от RKO Radio Pictures |
| 17 юли 1943 г.       | Свобода чрез въздушната сила           | Walt Disney Productions; разпространен от United Artists     |
| 3 февруари 1945 г.   | Тримата кабалерос                      | Walt Disney Productions; разпространен от RKO Radio Pictures |
| 20 април 1946 г.     | Направи своята музика                  | Walt Disney Productions; разпространен от RKO Radio Pictures |
| 12 ноември 1946 г.   | Песен на Юга                           | Walt Disney Productions; разпространен от RKO Radio Pictures |
| 27 септември 1947 г. | Веселби и безгрижие                    | Walt Disney Productions; разпространен от RKO Radio Pictures |
| 27 май 1948 г.       | Време за мелодии                       | Walt Disney Productions; разпространен от RKO Radio Pictures |
| 29 ноември 1948 г.   | Толкова скъп на сърцето ми             | Walt Disney Productions; разпространен от RKO Radio Pictures |
| 5 октомври 1949 г.   | Приключенията на Икебода и мистър Тода | Walt Disney Productions; разпространен от RKO Radio Pictures |

## 1950-те години
| Премиера             | Заглавие                            | Студио                                                       |
| -------------------- | ----------------------------------- | ------------------------------------------------------------ |
| 15 февруари 1950 г.  | Пепеляшка                           | Walt Disney Productions; разпространен от RKO Radio Pictures |
| 29 юли 1950 г.       | Островът на съкровищата             | Walt Disney Productions; разпространен от RKO Radio Pictures |
| 28 юли 1950 г.       | Алиса в Страната на чудесата        | Walt Disney Productions; разпространен от RKO Radio Pictures |
| 26 юни 1952 г.       | Историята на Робин Худ              | Walt Disney Productions; разпространен от RKO Radio Pictures |
| 5 февруари 1953 г.   | Питър Пан                           | Walt Disney Productions; разпространен от RKO Radio Pictures |
| 23 юли 1953 г.       | Мечът и розата                      | Walt Disney Productions; разпространен от RKO Radio Pictures |
| 10 ноември 1953 г.   | Живата пустиня                      | Walt Disney Productions                                      |
| 27 февруари 1954 г.  | Роб Рой                             | Walt Disney Productions                                      |
| 16 август 1954 г.    | Изчезващата прерия                  | Walt Disney Productions                                      |
| 23 декември 1954 г.  | 20 000 левги под водата             | Walt Disney Productions                                      |
| 25 май 1955 г.       | Дейви Крокет, кралят на дивия фронт | Walt Disney Productions                                      |
| 22 юни 1955 г.       | Лейди и Скитника                    | Walt Disney Productions                                      |
| 14 септември 1955 г. | Африканският лъв                    | Walt Disney Productions                                      |
| 22 декември 1955 г.  | The Littlest Outlaw                 | Walt Disney Productions                                      |
| 8 юни 1956 г.        | Голямото преследване                | Walt Disney Productions                                      |
| 18 юли 1956 г.       | Дейви Крокет и пиратите от реката   | Walt Disney Productions                                      |
| 6 ноември 1956 г.    | Тайните на живота                   | Walt Disney Productions                                      |
| 20 декември 1956 г.  | Westward Ho the Wagons!             | Walt Disney Productions                                      |
| 22 април 1957 г.     | Всички момчета по света             | Les Films Ariane, Cinetel, Filmsonor and Frincinex           |
| 19 юни 1957 г.       | Джони Тримейн                       | Walt Disney Productions                                      |
| 28 август 1957 г.    | Пери                                | Walt Disney Productions                                      |
| 25 декември 1957 г.  | Старият Уелър                       | Walt Disney Productions                                      |
| 21 януари 1958 г.    | Пътешественикът от Мисури           | C.V. Whitney Pictures                                        |
| 29 януари 1958 г.    | Историята на Вики                   | Erma-Film and Sie Verling                                    |
| 6 март 1958 г.       | Stage Struck                        | RKO Radio Pictures                                           |
| 28 май 1958 г.       | Гордият бунтовник                   | Samuel Goldwyn Productions                                   |
| 8 юли 1958 г.        | Светлина в гората                   | Walt Disney Productions                                      |
| 12 август 1958 г.    | Бяла пустош                         | Walt Disney Productions                                      |
| 25 декември 1958 г.  | Тонка                               | Walt Disney Productions                                      |
| 29 август 1959 г.    | Спящата красавица                   | Walt Disney Productions                                      |
| 19 март 1959 г.      | Човекът куче                        | Walt Disney Productions                                      |
| 26 юни 1959 г.       | Дарби О'Гил и малките хора          | Walt Disney Productions                                      |
| 4 август 1959 г.     | Големият рибар                      | Centurion Films, Inc. and Rowland V. Lee Production          |
| 10 септември 1959 г. | Зоро Отмъстителят                   | Walt Disney Productions                                      |
| 10 ноември 1959 г.   | Третият човек от планината          | Walt Disney Productions                                      |